# DSW Tag Team Championship
El DSW Tag Team Championship fue un campeonato de lucha libre profesional defendido en la Deep South Wrestling, exclusivo de parejas. Los últimos campeones fueron Caleb Konley y Sal Rinauro, quienes derrotaron a Pretty Boy Floyd y Simon Sermon el 26 de julio de 2007.

## Lista de campeones
| Luchadores:                                         | Reinados juntos: | Derrotaron a:                                                        | Fecha:                  | Lugar:                |
| --------------------------------------------------- | ---------------- | -------------------------------------------------------------------- | ----------------------- | --------------------- |
| High Impact (Mike Taylor (1) y Tony Santarelli (1)) | 1                | The Gymini                                                           | 18 de mayo de 2006      | McDonough, Georgia    |
| The Untouchables (Deuce Shade (1) y Domino (1))     | 1                | High Impact                                                          | 5 de octubre de 2006    | McDonough, Georgia    |
| The Majors Brothers (Brian (1) y Brett Majors (1))  | 1                | The Untouchables                                                     | 12 de octubre de 2006   | McDonough, Georgia    |
| Urban Assault (Eric Pérez (1) y Sonny Siaki (1))    | 1                | The Majors Brothers                                                  | 30 de noviembre de 2006 | McDonough, Georgia    |
| The Regulators (Mike (1) y Todd Shane (1))          | 1                | Urban Assault                                                        | 14 de diciembre de 2006 | McDonough, Georgia    |
| Vacante                                             | N/A              | Debido al despido de The Regulators                                  | 19 de enero de 2007     | N/A                   |
| The Majors Brothers (Brian (2) y Brett Majors (2))  | 2                | Sonny Siaki & Afa, Jr. y William Regal & Dave Taylor                 | 19 de enero de 2007     | McDonough, Georgia    |
| Team Elite (Derrick Neikirk y Mike Knox)            | 1                | The Majors Brothers                                                  | 8 de marzo de 2007      | McDonough, Georgia    |
| Vacante                                             | N/A              | El título quedó vacante cuando la WWE terminó su contrato con la DSW | 18 de abril de 2007     | N/A                   |
| Caleb Konley (1) y Sal Rinauro (1)                  | 1                | Pretty Boy Floyd y Simon Sermon                                      | 26 de julio de 2007     | Locust Grove, Georgia |
| Desactivado                                         | N/A              | Debido al cierre de la DSW                                           | 11 de octubre de 2007   | N/A                   |

## Reinados más largos
| Luchador                      | Días | Fecha en que ganó     | Fecha en que perdió     | Notas                       |
| ----------------------------- | ---- | --------------------- | ----------------------- | --------------------------- |
| Mike Taylor & Tony Santarelli | 140  | 18 de mayo de 2006    | 5 de octubre de 2006    | Primer reinado en conjunto  |
| Caleb Conley & Sal Rinauro    | 77   | 26 de julio de 2007   | 11 de octubre de 2007   | Primer reinado en conjunto  |
| Brett Majors & Brian Majors   | 49   | 12 de octubre de 2006 | 30 de noviembre de 2006 | Primer reinado en conjunto  |
| Brett Majors & Brian Majors   | 48   | 19 de enero de 2007   | 8 de marzo de 2007      | Segundo reinado en conjunto |
| Derrick Neikirk & Mike Knox   | 41   | 8 de marzo de 2007    | 18 de abril de 2007     | Su tercer reinado           |

## Mayor cantidad de reinados

### En parejas
- 2 veces: The Majors Brothers (Brian y Brett Majors)

### Individualmente
- 2 veces Brian Majors y Brett Majors

## Datos interesantes
- Reinado más largo: High Impact, 141 días.
- Reinado más corto: The Untouchables, 7 días.
- Campeón más viejo: Deuce Shade, 35 años.
- Campeón más joven: Brett Majors, 22 años.
- Campeón más pesado: The Regulators, 137 kg (301 lb).
- Campeón más liviano: Sal Rinauro, 84 kg (185 lb).